# Te amaré (canción)
«Te amaré» es una canción interpretada por la cantante cubana Gloria Estefan. Fue lanzado como cuarto sencillo de su décimo álbum de estudio Unwrapped (2003). El sencillo fue lanzado el 20 de abril de 2004 exclusivamente en España.

## Formatos y listados de la pista
España CD-Maxi Sencillo (674626 2)
1. Spanish Álbum Versión – [3:02]
2. Pablo Flores Spanish Radio Edit Remix – [4:04] *
3. Pablo Flores English Radio Edit Remix – [4:01] *

 España [Promocional] – CD Sencillo SAMPCS 13110 3
1. Spanish Álbum Versión – [3:02]

## Listas
| Lista (2004)               | Alta posición |
| -------------------------- | ------------- |
| España Singles Chart       | 7             |
| Eurochart Hot 100 Singles  | 43            |
| World Latin Top 30 Singles | 27            |

## Versiones oficiales
Versión Original
1. Spanish Álbum versión — 3:02

Remixes
1. Pablo Flores Spanish Radio Edit Remix — 4:04
2. Pablo Flores English Radio Edit Remix — 4:01